# نيلسون كاسترو (صحفي)
نيلسون كاسترو (بالإسبانية: Nelson Castro)‏ هو صحفي أرجنتيني، ولد في 5 أبريل 1955 في سان مارتن في الأرجنتين.

## وصلات خارجية
لم يتم العثور على روابط لمواقع التواصل الاجتماعي.